# Paul Arnault
Pour les articles homonymes, voir Arnault.
Paul Arnault, né le 21 août 1911 à Cherbourg (Manche) et mort le 9 novembre 1988 à Avignon (Vaucluse), est un militaire français.
Officier de Légion étrangère, c'est un combattant de la première heure de la Seconde Guerre mondiale, ce qui lui vaudra d'être condamné à mort par contumace, et d'être très tôt fait Compagnon de la Libération. 
Dès la fin des hostilités sur le sol de France, il enchaîne sur la guerre d'Indochine. 
Après avoir effectué 37 années de service, dont 20 à la Légion Étrangère, il termine sa carrière avec le grade de général de brigade.
Une rue de Sorgues (Vaucluse) porte son nom.

## Biographie

### Formation
Paul Arnault est né le 21 août 1911 à Cherbourg (Manche), d'un père aconier, qui s'occupe des chargements et déchargements de navires au port de Cherbourg, et d'une mère anglaise.
Après des études au lycée de Cherbourg et au Prytanée national militaire de La Flèche, il entre à Saint-Cyr en 1931.
Sorti sous-lieutenant deux ans plus tard dans la promotion du Tafilalet, il sert dans l'infanterie de forteresse sur la ligne Maginot, d'abord au 168e RI, puis au 149e RIF.
Lieutenant en 1935, il rejoint deux ans plus tard les rangs de la Légion Étrangère, tout d'abord au 1er régiment étranger d'infanterie (1er REI) en Algérie (4e CP du 1er REI/DCRE à Bedeau - 100 km Sud de Sidi Bel Abbès), puis dès fin 1937, au 3e régiment étranger d’infanterie (3e REI) au Maroc (3e Cie du 1er Bataillon, à Fez).
En octobre 1938, il prend le commandement du détachement d'Erfoud (Sud Marocain), avant d'être affecté l'année suivante (septembre 1939) à l'état-major du 3e bataillon du 1er REI, à Tebessa (Est algérien). Il suit alors le bataillon, à Chaffar, M'Dou, et enfin Mareth (Tunisie).

### Seconde Guerre mondiale
"Officier chiffre", il a la joie de lire son nom sur le message qui le désigne en février 1940 pour rejoindre le "groupement de Légion type montagne", en cours de constitution pour la guerre en Finlande, pour lequel il s'est porté volontaire. Groupement qui sera en définitive dirigé sur la Norvège à la suite de l'accord intervenu entre Finlande et Russie, et qui prendra, rapidement et successivement, les noms de 13e Demi Brigade de Montagne de la Légion Étrangère, 13e Demi Brigade de Marche de la Légion Étrangère (13e DBMLE), et 13e demi-brigade de Légion étrangère (13e DBLE).
Le 13 février 1940, Paul Arnault est rappelé à Sidi Bel Abbès, et affecté à la « 13 ». Dès lors, son destin épouse celui de la 13e DBLE, avec laquelle il prend part à tous les combats, pour ne la quitter que 9 ans plus tard, après l'avoir commandée à deux reprises.

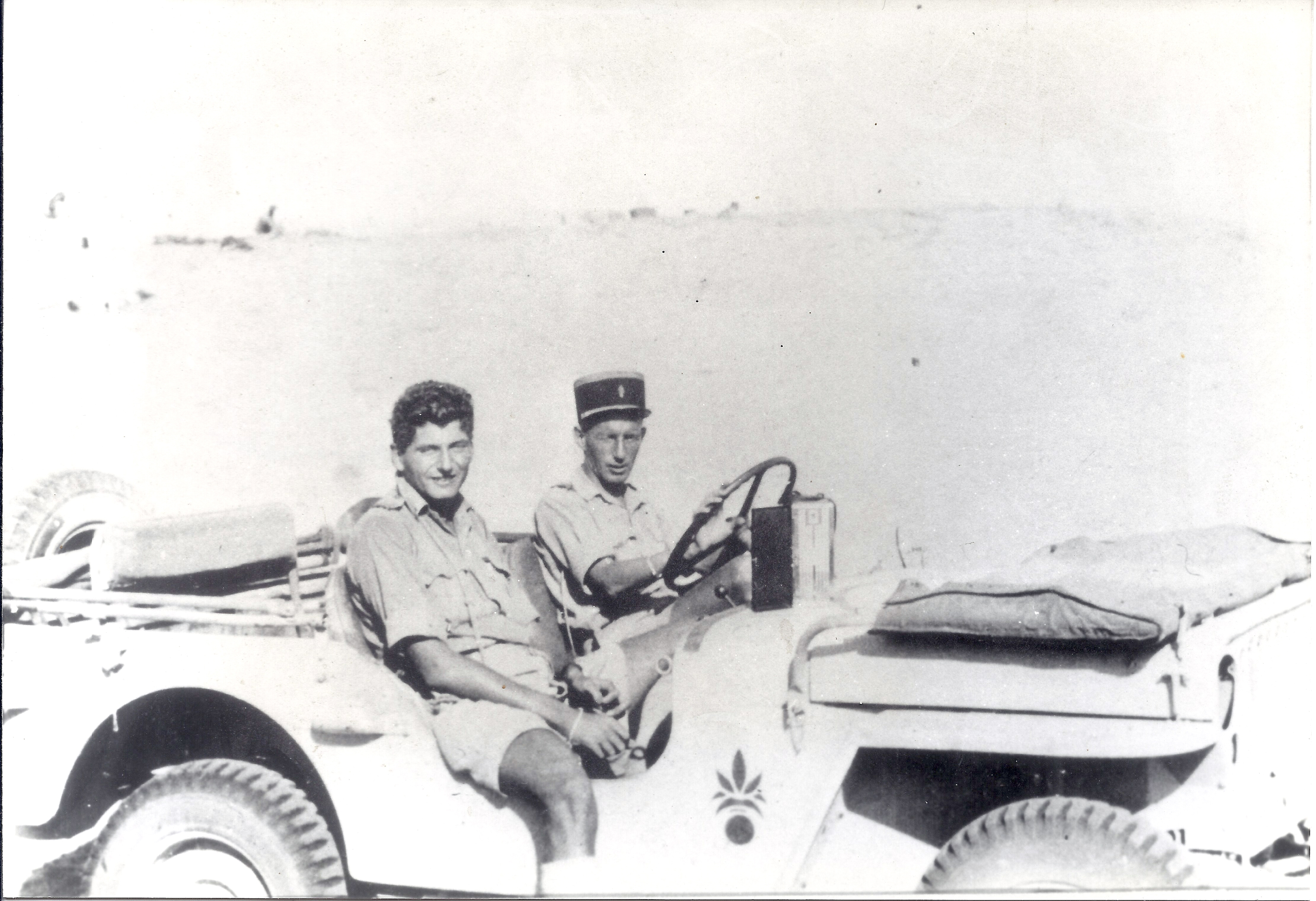
Octobre 1942, au sud d'El Alamein, au lieu-dit « L'enfer des Stukas ».
Le capitaine Arnault et le sous-lieutenant Germain (également Compagnon de la Libération)

Il prend ainsi part à la campagne de Norvège en mai et juin 1940 comme lieutenant chef de section à la 7e compagnie. Après le baptême du feu le 13 mai à Bjervick, c'est la prise de Narvik. Il y reçoit sa 1re citation, pour avoir fait la preuve « d'un sens tactique très développé ».
Débarquant victorieux de Norvège en Bretagne le 14 juin 1940, il est devancé le 18 par les troupes allemandes à hauteur de Rennes, où il était en reconnaissance. Coupé du régiment, il refuse l'armistice.
Avec 6 autres officiers, ils traversent de nuit les lignes ennemies et arrivent au Guildo (Côtes d'Armor). Ils parviennent le 19 aux aurores à l'île des Ebihens grâce au maire du Guildo (M. Digonnet), à l'aubergiste (M. Lamballais) qui les conduit jusqu'à lui, et au marin-pêcheur (M. Lemasson), qui les fait traverser avec sa barque à voile.
À l'île des Ebihens, ils sont accueillis par MMe Causeret, qui les remet en condition, puis en relation avec le « patron David », de Saint-Briac-sur-Mer (Ille-et-Vilaine), qui les fera embarquer sur une vedette.
De là, ils s'évadent de France jusqu'à Jersey, où ils arrivent le 20. Ils en repartent dans la soirée par le dernier cargo en partance pour l'Angleterre. Leur but : continuer le combat, y compris sous un uniforme étranger.
À Southampton où ils débarquent le 21, ils retrouvent alors la « 13 », qui a réussi à s'échapper depuis Brest. Puis ils apprennent l'existence d'un certain général de Gaulle. Ce sera donc, dès le 22, le combat avec les Forces françaises libres (FFL), dont la « 13 » restera pendant de longs mois la seule force constituée.
Ce choix de continuer le combat entrainera sa condamnation à « la peine de mort, à la dégradation militaire et à la confiscation au profit de la nation, de tous ses biens, présents et à venir, de quelque nature qu'ils soient, meubles, immeubles, divis ou indivis, pour crime intéressant la sûreté extérieure de l’État, trahison, et désertion à l'étranger en temps de guerre ». Le vent de l'Histoire ayant tourné, il ne sera finalement pas inquiété.
Promu capitaine le 26 août 1940, Paul Arnault commande successivement la Compagnie de Commandement, les 7e et 5e compagnies, puis la Compagnie antichar (CAC).
Il participe à toutes les campagnes de la 13e demi-brigade de Légion étrangère en 1940 et 1941 : opération de Dakar, Cameroun, campagnes de Gabon, du Soudan, d'Érythrée, de Palestine et du Levant (Syrie). Notamment, sa participation à la prise de Massaouah (en Érythrée) a été déterminante, permettant la reddition le 8 avril 1941 de 4 officiers généraux, et de plus de 14 000 militaires italiens au colonel Monclar.
En janvier 1942 débute la campagne de Libye, avec l'emblématique bataille de Bir-Hakeim. Là, commandant un point d'appui, il reçoit le 27 mai 1942 l'assaut d'une division italienne à laquelle, en liaison avec la compagnie du capitaine Morel et l'artillerie, il inflige des pertes sévères : elle fait demi-tour en laissant la moitié de ses chars, et plus de 100 prisonniers. Déclaré mort lors de la sortie de vive-force qui a lieu dans la nuit du 10 au 11 juin, il rejoint 2 jours plus tard, « ramenant dans les lignes » un groupe d'hommes égarés. Ses « qualités d'énergie, de courage et de chef » lui valent une nouvelle citation, à l'ordre de l'armée.
C'est ensuite la campagne d'Égypte, avec les combats de l'El Himeimat en octobre 1942, lors de la bataille d'El Alamein qui marque la rupture du front en faveur des Alliés et le tournant de la guerre en Afrique.
Promu chef de bataillon le 1er février 1943, date de création de la 1re Division française libre à laquelle la 13e demi-brigade de Légion étrangère est tout naturellement rattachée, il participe ensuite à la campagne de Tunisie (Djebel Garci), en mai 1943, qui marquera la fin des combats contre les forces de l'Axe en Afrique.
Le 1er novembre 1943, tout en conservant le commandement de la CAC13, il prend le commandement du 1er régiment de défense contre blindés de la 1re DFL.
Du 25 décembre au 1er février 1944, il effectue une mission sur Casablanca : à la tête d'un détachement, il doit reverser les véhicules anglais de la 1re DFL, et percevoir en échange les véhicules et le matériel américains destinés à la 1re DFL.
Le 1er mars 1944, il quitte les commandements de la CAC13 et du 1er régiment de défense contre blindés pour prendre celui du BC13, avec lequel il débarque en Italie en avril 1944, devenant commandant major de la division le mois suivant.
Après la prise de Rome, il constitue un détachement chargé d'accueillir le général de Gaulle et de lui servir de garde d'honneur durant son séjour dans la ville éternelle. Il lui présente la 13e demi-brigade de Légion étrangère à la Villa Médicis, le 28 juin, avant que le chef de la France libre ne s'envole pour Naples, le 30, remettre des décorations à la 1re DFL.
Il débarque en Provence le 16 août 1944 (Provence), et ce sont les combats de Provence, puis de la remontée du Rhône. Suivent Lyon, Autun, Dijon.
À 33 ans, il prend une première fois, le 1er octobre, le commandement de la 13e demi-brigade de Légion étrangère. Et pour compter du même jour, assume les fonctions d'adjoint au commandant de la 1re Brigade.
Il se distingue pendant les opérations sur le Doubs (Belfort), puis dans les Vosges et en Alsace en novembre 1944, et janvier 1945.

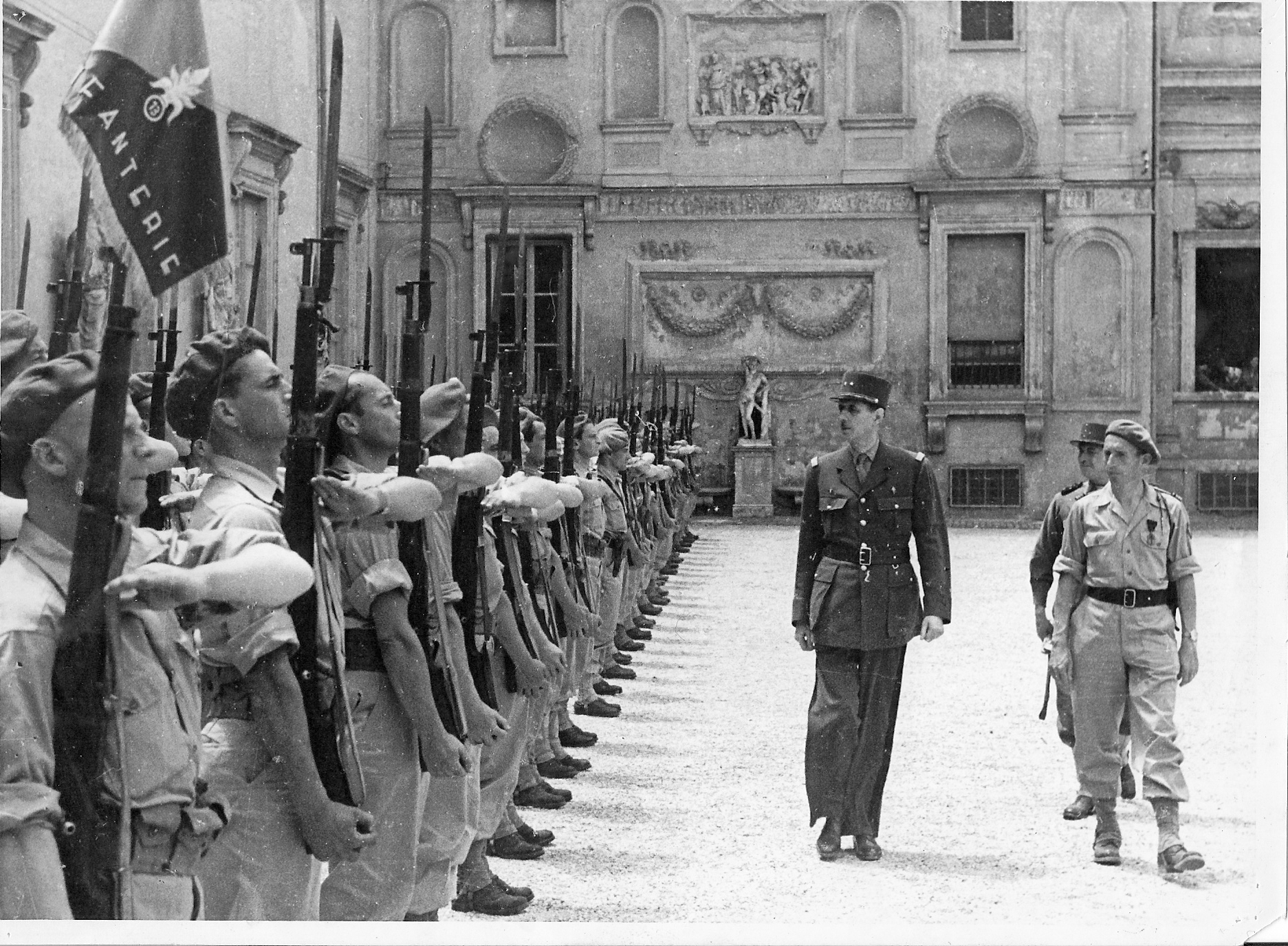
Rome - Villa Médicis - 28 juin 1944
La 13e DBLE rend les honneurs au général de Gaulle. Le Chef de Bataillon Arnault présente les troupes. Le général Juin les accompagne.

Notamment, dans la nuit du 11 au 12 janvier 1945, où, chargé de mener le combat des unités de 1er échelon pendant les combats sur l'Ill, pris sous un feu violent, il coordonne la création d'une tête de pont et le repli des garnisons encerclées d'Herbsheim et Rossfeld, sauvant ainsi d'une destruction certaine le 1er bataillon de Légion étrangère. À la suite de ce fait d'armes, le général Leclerc écrira au général Garbay : « Bravo mon vieux ! En somme, la 1re DFL aura probablement sauvé Strasbourg, après que la 2e l'a pris. ». Quarante-cinq ans plus tard, le général Imbot estimera que, de fait, c'est la 1re DFL qu'il a sauvée
Ce seront ensuite les âpres combats pour la réduction de la poche de Colmar.
Le 25 mars 1945, la 13e DBLE est réorganisée pour la dernière fois au cours de la guerre. Le chef de bataillon Arnault en redevient le commandant en second.
Il prend part aux derniers combats que mène la DFL dans le sud des Alpes, sur le massif de l'Authion, dans le but de poursuivre vers le col de Tende, puis Turin, combats qui conféreront à la France ses seuls gains territoriaux de la Deuxième Guerre mondiale.
La guerre terminée, commence alors une période de réorganisation où les combattants, officiers comme légionnaires, démobilisés de fait (« engagés pour la durée de la guerre ») ou moralement, quittent la « 13 » et se dispersent en fonction de leurs choix personnels.
C'est à cette époque que, sur sa demande, Paul Arnault fait engager Susan Travers, la conductrice du général Kœnig à Bir-Hakeim, et qui, depuis, a tenu son rang au sein de la ½ brigade. Elle reste la seule femme ayant jamais été engagée à la Légion Étrangère.
Fin juillet, il conduit la 13e demi-brigade de Légion étrangère en Tunisie, où elle arrive courant août. Dans cette période difficile de l'après-guerre, seul officier supérieur présent à la « 13 » depuis ses débuts, il la reforge, jusqu'à ce que le régiment soit désigné, par télégramme du 17 décembre 1945, pour rejoindre le corps expéditionnaire français en extrême Orient.

### La guerre d'Indochine
Le 9 avril 1946, il débarque en Indochine, à Saïgon, où il cumule un temps les fonctions de commandant en second et de commandant du 1er bataillon. 
Commandant adjoint de la 13e demi-brigade de Légion étrangère, il organise et commande toutes les opérations importantes menées dans le secteur de Gia Dinh. 
Lors de l'attaque siamoise sur Siem Reap, près des ruines d'Angkor, il constitue en une nuit le groupement de secours, le conduit sur place dans les meilleurs délais, et devient l'un des principaux artisans du dégagement de la garnison, et de la reprise des ruines d'Angkor.
Le 1er mars 1948, il reçoit pour la 2e fois, à 37 ans, le commandement de la 13e demi-brigade de Légion étrangère et du secteur d'Hoc–Mon. Il est nommé lieutenant-colonel le 25 mars.
Courant mai, sur ordre du commandement, le PC doit subitement laisser son cantonnement de Gia Dinh pour un bout de terrain situé à proximité d'Hoc-Mon (17 km NO de Saïgon), désertique à souhait. En un temps record et tout en poursuivant les opérations, les légionnaires de la 13e demi-brigade de Légion étrangère édifient un camp qui, très rapidement, sera appelé Arnaultville. Il sera inauguré le 21 aout 1948 en présence du général de Latour, commandant les Troupes Françaises en Indochine du Sud (TFIS) et commissaire de la République pour le Sud-Vietnam. Pour reprendre ce qu'écrit Erwan Bergot dans la revue Historia. Arnaultville fut le « Sidi Bel Abbès » de la 13e demi-brigade de Légion étrangère. En effet, outre le PC, on y trouve un centre d'accueil, d'instruction, et de repos.
Avant de quitter son commandement, conscient de ce que beaucoup de journaux de marches et opérations (JMO) ont disparu du fait des opérations et des aléas de la guerre (archives détruites, disparues en mer ou par suite des combats…), il est soucieux de transmettre le patrimoine de la « 13 » à la relève. Avec les témoins encore présents, il rassemble souvenirs et documents, officiels et privés, pour reconstituer un Résumé du Journal des Marches et opérations de la 13e demi-brigade de Légion étrangère, du 20 février 1940 au 19 février 1949.
Ce JMO manque parfois de précision faute d'acteur encore de ce monde ou joignable. « Cependant, toutes garanties peuvent être données sur la vue d'ensemble…. », et sur le fait que ces pages de souvenirs « ne comportent ni exagération ni récit tendancieux ». On n'y trouve donc aucun passage à la gloire de tel ou tel, et bien souvent, seuls les noms des morts et des chefs sont cités.
Dix exemplaires dactylographiés seront réalisés, dont un pour le général de Gaulle, le général Monclar, Mme Mast (marraine du régiment), et deux pour le musée, à Sidi Bel Abbès.
Paul Arnault en conserve un exemplaire, qu'il enrichira de ses notes et documents personnels. Seul exemplaire apparemment disponible, et souvent seule source d'information en l'absence de documents officiels, ce dernier sera consulté à maintes reprises, notamment dans les années 1970-1980, aussi bien par le Service historique de l'Armée de terre (SHAT), que par des « écrivains-historiens »
« Sous son commandement en Cochinchine, au Cambodge, et en Annam, le drapeau du régiment reçoit la croix de guerre des TOE. »
Prolongé à deux reprises, il est rapatrié par fin de séjour en mai 1949.

### L'Afrique du Nord - La Métropole - L'Allemagne
Fin 1949, il est affecté au 1er régiment étranger à Sidi Bel Abbès, et crée le service du moral et des œuvres de la Légion étrangère (SMOLE), destiné à venir en aide aux légionnaires en difficulté, qui donnera naissance à l'institution des invalides de la Légion étrangère (IILE), à Puyloubier (Bouches-du-Rhône). L'hommage paru dans Képi Blanc 40 ans plus tard confirme la vision qu'il avait de ce besoin. En 2018, les deux organismes sont toujours présents.
Le 10 mai 1952, il est mis « à la disposition du Général Commandant le 2e corps d'Armée et la zone nord pour l'enclave française en zone US (zone Fritzlar, Marburg, Wetzlar) », afin d'assurer le « commandement territorial français en zone américaine ». 
Un an plus tard, le 7 décembre 1953, il prend la tête du Service d'Information de la Légion Étrangère (SILE), à Paris, qui a pour mission principale le recrutement.
Le 22 octobre 1954, il est de retour à Sidi Bel Abbès, où il commande le DCLE (Dépôt commun de la Légion Étrangère) jusqu'au 20 septembre 1955, date à laquelle il rejoint une nouvelle fois la région parisienne, pour prendre cette fois-ci les fonctions d'adjoint au commandant de la Légion Étrangère, à Vincennes.
Promu Colonel le 1er juillet 1958, il prend le commandement de la subdivision militaire de Vaucluse, qu'il assumera durant 8 années.
Puis, nommé adjoint au général commandant la 3e division militaire et la zone de stationnement Sud des Forces françaises en Allemagne, à Fribourg, le 1er aout 1966, il est responsable du secteur de Fribourg.
Nommé général le 1er juillet 1967, il est versé sur sa demande et par anticipation dans la 2e section des officiers généraux le 1er janvier 1968.
Une fois à la retraite, il continue à servir : en recueillant tel ancien, en visitant les prisons, en promouvant l'esprit de défense, à l'Institut des hautes études de Défense nationale (IHEDN), certes, mais également dans des cercles peu au fait de ces sujets comme le Lions Club ou l'académie de Vaucluse ; ou encore pour la défense d'une certaine conception de la vie, en prenant toute sa part dans l'association paroissiale, celle des parents d'élèves, du Rugby-club, les pénitents… : autant d'engagements où il lui est souvent demandé son avis, ou de témoigner de « la guerre » et du pourquoi de ses choix.
Paul Arnault décède le 9 novembre 1988 à Avignon. 
Il est inhumé le 12 novembre 1988 à Sorgues (Vaucluse).
Deux ans plus tard, le 1er septembre 1990, la ville de Sorgues donne son nom à une rue, en présence du général d'armée René Imbot, ancien Chef d'état-major de l'Armée de terre, qui fut l'un de ses tout jeunes officiers.

## Décorations
Titulaire de la Fourragère aux couleurs de la médaille militaire avec olive aux couleurs de la croix de guerre 1939 – 1945 à titre individuel, Paul Arnault a reçu les décorations suivantes :
- Commandeur de la Légion d'honneur
- Compagnon de la Libération
- Croix de guerre 1939–1945 (6 citations)
- Croix de guerre des Théâtres d'opérations extérieurs (2 citations)
- Médaille des évadés
- Croix du combattant volontaire de la guerre de 1939–1945
- Croix du combattant volontaire de la Résistance
- Médaille coloniale avec agrafes « Afrique française libre », « Érythrée », « Libye », « Bir-Hacheim », « Tunisie », « Extrême-Orient »
- Commandeur du Nichan Iftikhar
- Médaille commémorative des services volontaires dans la France libre
- Médaille commémorative française de la guerre 1939–1945 avec barrettes « Norvège », « Afrique », « Italie », « Libération », « France »
- Médaille commémorative de la campagne d'Italie (1943–1944)
- Médaille commémorative de la campagne d'Indochine
- Médaille commémorative des opérations de sécurité et de maintien de l'ordre
- Médaille commémorative de Syrie-Cilicie